# Симптом Лазаря
Симптом Лазаря або рефлекс Лазаря — це рефлекторний рух у пацієнтів з мозковою смертю або відмовою стовбура, який змушує їх піднімати руки та опускати їх схрещеними на грудях (у положенні, подібному до деяких єгипетських мумій). Явище названо на честь біблійного персонажа Лазаря з Віфанії, якого Ісус воскресив із мертвих згідно з Євангелієм від Івана.

## Причини
Подібно до колінного рефлексу, симптом Лазаря є прикладом рефлексу, опосередкованого рефлекторною дугою — нейронним шляхом, який проходить через хребет, але не через мозок. Як наслідок, рух можливий у пацієнтів із мертвим мозком, чиї органи підтримували функціонування апаратами життєзабезпечення, що виключає використання складних мимовільних рухів як тесту на мозкову діяльність. Неврологи, які вивчають це явище, припустили, що підвищене усвідомлення цього та подібних рефлексів «може запобігти затримці діагностики смерті мозку та неправильному тлумаченню».
Рефлексу часто передують легкі тремтливі рухи рук хворого або поява «мурашок» на руках і тулубі. Потім починають згинати руки в ліктях, а потім підняття, щоб утримувати їх над грудиною. Вони часто переносяться звідси до шиї чи підборіддя та торкаються або перехрещуються. Також спостерігаються короткі видихи, що збігаються з дією.

## Випадки
Було помічено, що це явище відбувалося через кілька хвилин після вимкнення та виведення апаратів штучної вентиляції легенів, які використовувалися для нагнітання та виведення повітря з пацієнтів із мертвим мозком. Це також відбувається під час тестування на апное — тобто, призупинення зовнішнього дихання та руху легеневих м'язів — що є одним із критеріїв для визначення смерті мозку, який використовує, наприклад, Американська академія неврології.
Поява симптома Лазаря у відділеннях інтенсивної терапії помилково сприймали як свідчення реанімації пацієнтів. Вони можуть налякати тих, хто стає свідком руху, і дехто розглядає їх як чудесні події.